# 杜塞山
54°16′S 36°29′W / 54.267°S 36.483°W
杜塞山是南極洲的山峰，位於南喬治亞島的昆伯蘭東灣西部，海拔高度505米，在1902年由瑞典探險隊繪入地圖，以隊中的製圖師繪入地圖。